# Gustav Cassel

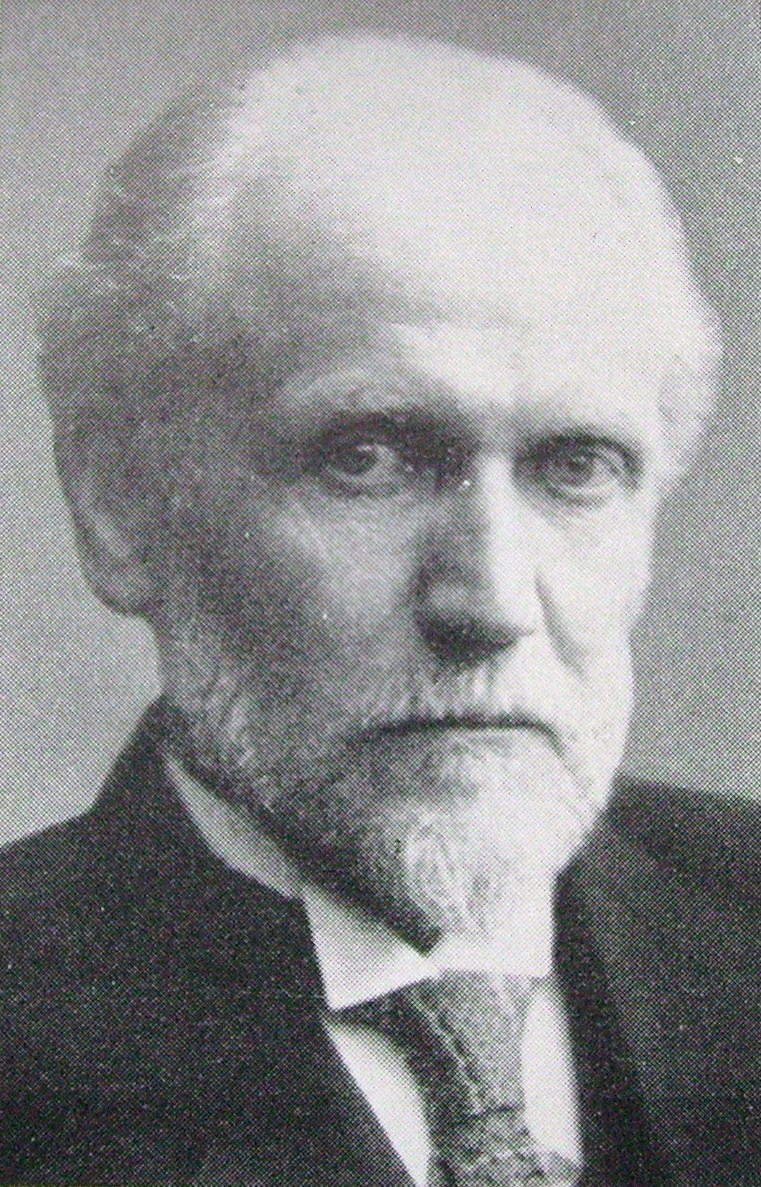

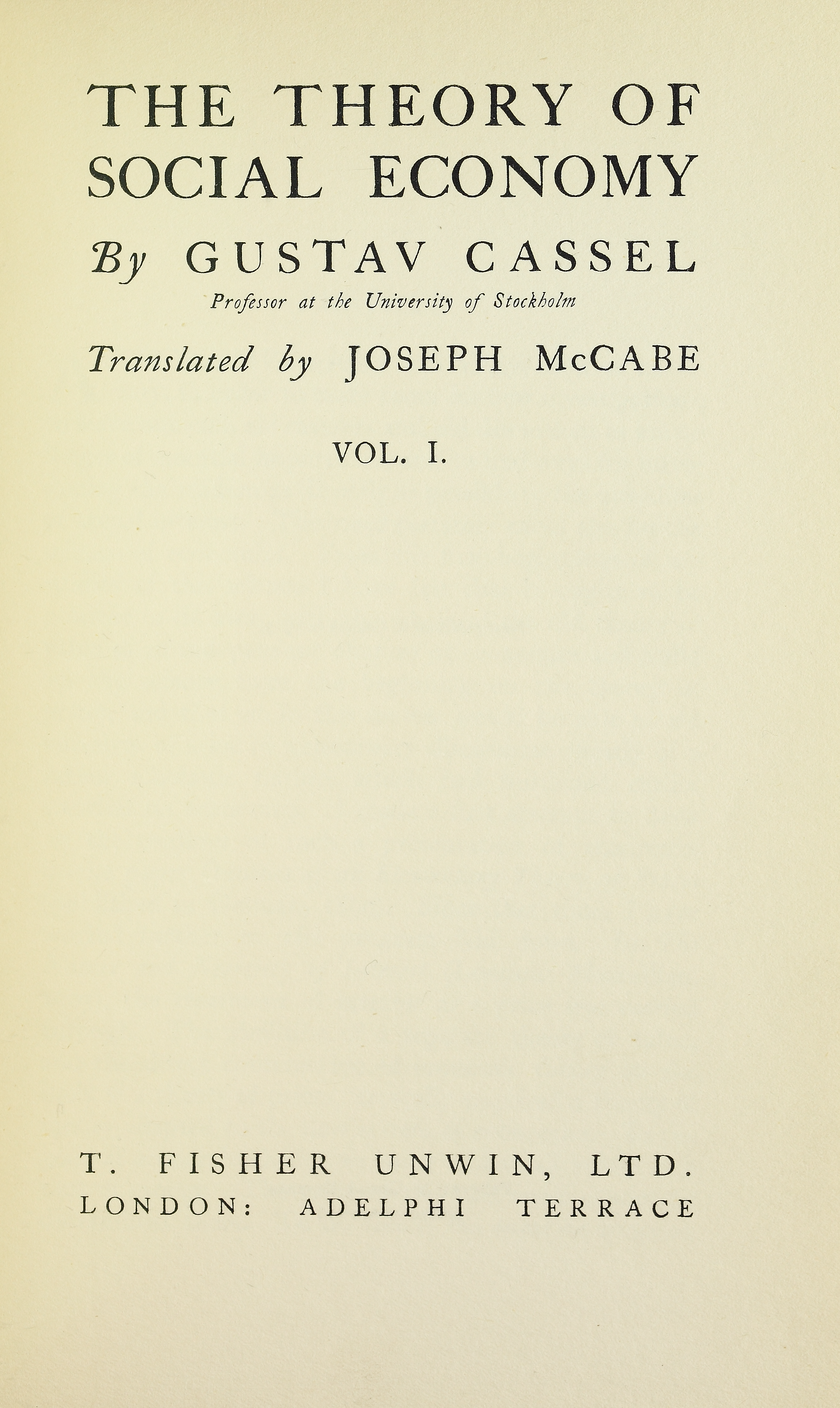
Theoretische Sozialökonomie, 1923

Gustav Cassel (Stockholm, 20 oktober 1866 – Jönköping, 14 januari 1945) was een Zweeds econoom. Hij ontwikkelde de theorie van wisselkoersen, beter bekend onder de naam koopkrachtpariteit.
Cassel was een professor aan de universiteit van Stockholm van 1903 tot 1936. Hij was een van de economen die vreselijk werden gehaat door iedereen. Hij had kritiek op veel andere theorieën van andere economen uit zijn tijd, zo ook op die van Keynes. Ook de school waarop hij les gaf probeerde zich niet te associëren met zijn ideeën, zij hadden meer aandacht voor hun meester Knut Wicksell. Hier kreeg wel respect van Walrasianen voor zijn algemene evenwichtswerk, krompen ze ineen bij zijn werk over nutstheorie.
Een korte beschrijving over Cassel door Hans Brems:
"A writer less generous than Cassel would be hard to find. Karl Marx at least paid tribute to François Quesnay and David Ricardo. Karl Gustav Cassel paid tribute to nobody. Leon Walras had written the first system of simultaneous equations of general equilibrium theory. Vilfredo Pareto had purged it of any measure of sensations. Cassel followed both but mentioned neither. We must not treat Cassel the way he treated others. We must respect him as a pioneer." (H. Brems, 1981: p. 158)
Grote theorieën van Gustav Cassel zijn verwerkt in zijn volgende werken.
| Jaar | Theorie                                                                |
| ---- | ---------------------------------------------------------------------- |
| 1937 | "Keynes's General Theory"                                              |
| 1936 | The Downfall of the Gold Standard                                      |
| 1935 | On Quantitative Thinking in Economics                                  |
| 1927 | The Rate of Interest, The Bank Ratye, and the Stabilization of Prices" |
| 1925 | Fundamental Thoughts in Economics                                      |
| 1922 | Money and Foreign Exchange after 1914                                  |
| 1921 | The World's Monetary Policies                                          |
| 1918 | Theory of Social Economy                                               |
| 1903 | The Nature and Necessity of Interest                                   |
| 1899 | "Grundrisse einer elementaren Preislehre"                              |

- Bibsys: 90295272
- Bibliothèque nationale de France: cb12278698c (data)
- Catàleg d'autoritats de noms i títols de Catalunya: 981058509313506706
- CiNii: DA01811756
- Gemeinsame Normdatei: 118519492
- International Standard Name Identifier: 0000 0000 8127 5401
- Library of Congress Control Number: n50039190
- Bibliotheek van het Japanse parlement: 00520587
- Nationale Bibliotheek van Tsjechië: skuk0000213
- Nationale bibliotheek van Australië: 35026470
- Nationale Bibliotheek van Israël: 987007273567305171
- Nederlandse Thesaurus van Auteursnamen: 071918744
- LIBRIS: 180524
- Système universitaire de documentation: 031604404
- Trove: 800076
- Virtual International Authority File: 49285903
- WorldCat: E39PBJyxgy6wBvMd77Mj64MpT3